# Sheppardia gabela
Sheppardia gabela là một loài chim trong họ Muscicapidae.